# ريكس إي. والاس
ريكس إي. والاس (بالإنجليزية: Rex E. Wallace)‏ هو أستاذ جامعي أمريكي، ولد في 13 سبتمبر 1952.